# Estavana Polman
Estavana Polman (* 5. August 1992 in Arnhem) ist eine niederländische Handballspielerin.

## Vereinskarriere
Estavana Polman spielte in den Niederlanden beim AAC Arnhem und beim VOC Amsterdam, mit dem sie in der Saison 2010/11 am EHF-Pokal teilnahm. Anschließend wechselte die 1,74 Meter große Rückraumspielerin zum damaligen dänischen Zweitligisten Sønderjysk Elitesport. Mit SønderjyskE stieg sie nach ihrer ersten Saison in die höchste dänische Spielklasse auf. Zusätzlich wurde sie zur besten Spielerin der Zweitligasaison 2011/12 gekürt. Ab Sommer 2013 stand sie beim Team Esbjerg unter Vertrag. 2016 gewann sie die dänische Meisterschaft. Ab dem Dezember 2016 pausierte sie aufgrund ihrer Schwangerschaft. Nachdem sie im Juni 2017 eine Tochter zur Welt gebracht hatte, kehrte sie zur Saison 2017/18 wieder in den Kader von Team Esbjerg zurück. Anschließend gewann sie im Dezember 2017 den dänischen Pokal. Weiterhin gewann sie 2019 und 2020 die dänische Meisterschaft. Im Juli 2020 zog sich Polman im Training ein Kreuzbandriss zu. Nach einer mehrmonatigen Pause kehrte sie im März 2021 wieder in den Kader von Team Esbjerg zurück. Zwei Monate nach ihrer Rückkehr verletzte sie sich erneut schwer am Knie. Nach ihrer Rückkehr gewann sie 2021 den dänischen Pokal. Im März 2022 beendete Team Esbjerg, trotz eines bis zum Jahr 2023 laufenden Vertrages, die Zusammenarbeit mit ihr. Polman erzielte insgesamt 1270 Treffer in 240 Spielen für Esbjerg. Im Juli 2022 einigten sich beide Parteien, dass das Vertragsverhältnis ein Jahr früher beendet wird. Daraufhin unterschrieb sie einen Vertrag beim Ligakonkurrenten Nykøbing Falster Håndboldklub. Im November 2022 wechselte sie nach Rumänien zu Rapid Bukarest.

## Auswahlmannschaften
Polman bestritt bisher 180 Länderspiele für die niederländische Nationalmannschaft, in denen sie 614 Tore erzielte. Sie nahm an den Weltmeisterschaften 2011 und 2013 teil. Weiterhin nahm sie an den Olympischen Spielen 2016 in Rio de Janeiro teil. Sie gewann die Silbermedaille bei der Europameisterschaft 2016 sowie die Bronzemedaille bei der Weltmeisterschaft 2017 und bei der Europameisterschaft 2018. Bei der Weltmeisterschaft 2019 gewann sie im Finale gegen die spanische Auswahl den WM-Titel. Polman wurde weiterhin in das All-Star-Team gewählt und mit dem MVP-Titel ausgezeichnet. Bei der Weltmeisterschaft 2023 warf sie 21 Tore und schloss das Turnier mit den Niederlanden auf dem fünften Platz ab.

## Privates
Polmans Zwillingsbruder Dario spielt ebenfalls Handball. Ende März 2016 wurde öffentlich bekannt gegeben, dass sie mit dem niederländischen Fußballspieler Rafael van der Vaart liiert ist. 2017 wurde ihre gemeinsame Tochter geboren.